# Hyperolius quinquevittatus
Hyperolius quinquevittatus är en groddjursart som beskrevs av Bocage 1866. Hyperolius quinquevittatus ingår i släktet Hyperolius och familjen gräsgrodor. IUCN kategoriserar arten globalt som livskraftig. Inga underarter finns listade i Catalogue of Life.